# Джордж Смит (писател)
Вижте пояснителната страница за други личности с името Джордж Смит.
Джордж Хенри Смит (на английски: George Henry Smith) е американски писател, автор на произведения в жанра научна фантастика и в други литературни жанрове.

## Биография и творчество
Роден е във Виксбърг, САЩ и е завършил университет в щат Калифорния. По-късно, по време на Втората световна война той служи в морския флот на САЩ.
Първото му публикувано произведение в жанр научна фантастика излиза през 1953 г. на страниците на списание „Starting Stories“. В следващите няколко години той не пише друго освен кратки произведения – разкази и повести. През 1960-те години издава пет романа, но те не биват приети много добре, както от читателите, така и от критиците. Истинска популярност му печели романа „Druids' World“, който поставя началото на цикъл.
Джордж Смит умира на 22 май 1996 г.